# 아와쿠라온센역
아와쿠라온센역(일본어: あわくら温泉駅)은 일본 오카야마현 미마사카시에 위치한 지즈 급행 지즈 선의 철도역이다. 섬식 승강장 1면 2선의 구조를 갖춘 지상역이다.

## 타는 곳
| 1 · 2 | ■ 지즈 선 | 하행 | 지즈 · 돗토리 · 구라요시 방면            |
| 1 · 2 | ■ 지즈 선 | 상행 | 가미고리 · 오사카 · 교토 · 오카야마 방면 |

## 역 주변
- 국도 제373호선
- 돗토리 자동차도 니시아와쿠라 나들목
- 아와쿠라 온천

## 역사
- 1994년 12월 3일 : 지즈 급행 지즈 선 개업과 동시에 설치.

## 인접 역
| 지즈 급행 ■ 지즈 선        | 지즈 급행 ■ 지즈 선 | 지즈 급행 ■ 지즈 선 |
| -------------------------- | ------------------- | ------------------- |
| 니시아와쿠라 가미고리 방면 | ■ 지즈 선           | 야마사토 지즈 방면  |